# Isabelle Petter
Isabelle „Izzy“ Catherine May Petter (* 27. Juni 2000) ist eine britische Hockeyspielerin. Sie war mit der britischen Nationalmannschaft Olympiadritte 2021 und mit der englischen Nationalmannschaft Siegerin bei den Commonwealth Games 2022.

## Sportliche Karriere
Die Offensivspielerin spielte 2024 für den Hockeyverein der Loughborough University.
Petter debütierte 2019 zunächst in der britischen und drei Monate später in der englischen Nationalmannschaft. Bei der Europameisterschaft 2019 in Antwerpen verloren die Engländerinnen im Halbfinale mit 0:8 gegen die Niederländerinnen. Das Spiel um die Bronzemedaille entschieden die Spanierinnen im Shootout für sich. Petter war in allen fünf Spielen dabei und erzielte ein Tor gegen die Mannschaft aus Belarus. Bei der Europameisterschaft 2021 in Amstelveen verfehlten die Engländerinnen das Halbfinale und belegten schließlich den fünften Platz. Bei den erst 2021 ausgetragenen Olympischen Spielen in Tokio bezwangen die Britinnen im Viertelfinale die Spanierinnen im Penaltyschießen, im Halbfinale unterlagen sie den Niederländerinnen mit 1:5. Im Spiel um den dritten Platz trafen die Britinnen auf die Inderinnen und siegten mit 4:3. Petter war in allen acht Spielen dabei.
Im Juli 2022 bei der Weltmeisterschaft in Terrassa und Amstelveen schied die englische Mannschaft im Viertelfinale gegen die Argentinierinnen aus. Petter wirkte in allen fünf Spielen mit. Zwei Wochen nach der Weltmeisterschaft begannen die Commonwealth Games in Birmingham. Die Engländerinnen besiegten im Finale die Australierinnen mit 2:1. Petter war in allen sechs Spielen im Einsatz. Im Sommer 2023 bei der Europameisterschaft in Mönchengladbach verloren die Engländerinnen im Halbfinale mit 0:7 gegen die Niederländerinnen. Im Spiel um den dritten Platz unterlagen sie der deutschen Mannschaft mit 0:3. Im Jahr darauf schied Petter mit der britischen Mannschaft im Viertelfinale der Olympischen Spiele in Paris gegen die Niederländerinnen aus.
Isabelle Petter bestritt bis August 2024 45 Länderspiele für England und 70 Länderspiele für die britische Mannschaft.